# Geo Prizm
O nome Prizm foi utilizado para modelos compactos e subcompactos da Chevrolet. Nos Estados Unidos, foi vendido sob a marca Geo de 1989 até 1997, passando a ser usado pela Chevrolet até 2002.
O modelo americano era uma versão rebatizada da Toyota Sprinter, uma variação do Toyota Corolla de oitava geração. Foram produzidas 3 gerações do modelo pela NUMMI (uma montadora fruto de joint-venture entre a GM e a Toyota, que também produzia modelos da Suzuki).
1. ↑  «Chevrolet Prizm: quando a GM vendeu um Toyota Corolla - Revista iCarros». iCarros. Consultado em 24 de dezembro de 2021